# 激落ちくんのレック presents プロレスの勝ち! neo
『激落ちくんのレック presents プロレスの勝ち! neo』（げきおちくんのレック プレゼンツ プロレスのかち ネオ）は、TBSラジオで2019年10月4日から放送するトーク番組である。番組名の通りレックによる一社提供番組。

## 概要
2001年12月から2002年3月までTBSラジオで放送した『辻よしなりのプロレスの勝ち!』をリニューアルし、20年ぶりに復活させたプロレス・トーク番組。
令和の時代も盛り上がるプロレス界を、プロレス実況アナ出身の辻よしなりが改めて盛り上げるため、現役、もしくはOBとなったプロレスラーをゲストに招き、プロレスそのものやレスラー個人の魅力に迫る。アシスタントにはプロレスを全く知らない情報キャスター・楠葉絵美を配置する。
原則プロレスラー、もしくは元プロレスラーがゲストとして2週連続出演するが、2019年12月13日放送分には洗剤「茂木和哉」開発者の茂木和哉がゲスト出演。またレック社長である永守貴樹もたびたび出演し、洗剤にまつわる新商品や開発秘話などを番組後半でトークすることがある。
TBSラジオの番組公式ページやロゴは『レック presents プロレスの勝ち! neo』となっているが、番組紹介の際は商品名を含めた『激落ちくんのレック presents プロレスの勝ち! neo』と紹介されることが多い。
2020年9月25日で終了。後番組に『宮藤さんに言ってもしょうがないんですけど』が放送開始。

## 放送時間
- TBSラジオ（制作局）毎週金曜日 21:00 - 21:30

## 出演者
- 辻よしなり - パーソナリティ
- 楠葉絵美 - アシスタント